# Simone Vebber
Simone Vebber (Trente, 1983) is een Italiaans organist en klavecinist.

## Levensloop
Vebber volbracht zijn uitstekende studies aan het Conservatorium van Trente, waar hij orgel, orgelcompositie en pianoforte studeerde.
Hij behaalde verder het Diplôme de Concert bij J.P. Imbert in de Schola Cantorum de Paris en de gouden medaille voor improvisatie in het Conservatorium van Saint-Maur-des-Fosses (Seine-et-Marne) bij Pierre Pincemaille. Hij studeerde verder bij Lorenzo Ghielmi aan de Accademia di Musica Antica in Milaan.
Hij behaalde heel wat prijzen in internationale orgelwedstrijden, onder meer:
- Eerste prijs en Publieksprijs in de internationale Bachwedstrijd van Saint-Pierre-les-Nemours (2005)
- Tweede Prijs in de wedstrijd van Borca di Cadore
- Derde prijs in de internationale orgelwedstrijd van Brugge in 2009, in het kader van het Festival Musica Antiqua.
- Laureaat in de orgelwedstrijd van Graz
- Laureaat in de orgelwedstrijd van Lyon